# Гасле (Люцерн)
Гасле (нім. Hasle LU) — громада  в Швейцарії в кантоні Люцерн, виборчий округ Ентлебух.

## Географія
Громада розташована на відстані близько 50 км на схід від Берна, 22 км на південний захід від Люцерна.
Гасле має площу 40,3 км², з яких на 3,2% дозволяється будівництво (житлове та будівництво доріг), 49,1% використовуються в сільськогосподарських цілях, 39,6% зайнято лісами, 8,1% не є продуктивними (річки, льодовики або гори).

## Демографія
2019 року в громаді мешкало 1736 осіб (-0,1% порівняно з 2010 роком), іноземців було 3,5%. Густота населення становила 43 осіб/км².
За віковим діапазоном населення розподілялося таким чином: 22,7% — особи молодші 20 років, 59,9% — особи у віці 20—64 років, 17,4% — особи у віці 65 років та старші. Було 682 помешкань (у середньому 2,5 особи в помешканні).
Із загальної кількості 874 працюючих 242 було зайнятих в первинному секторі, 334 — в обробній промисловості, 298 — в галузі послуг.